# Kazimiera Zawistowska

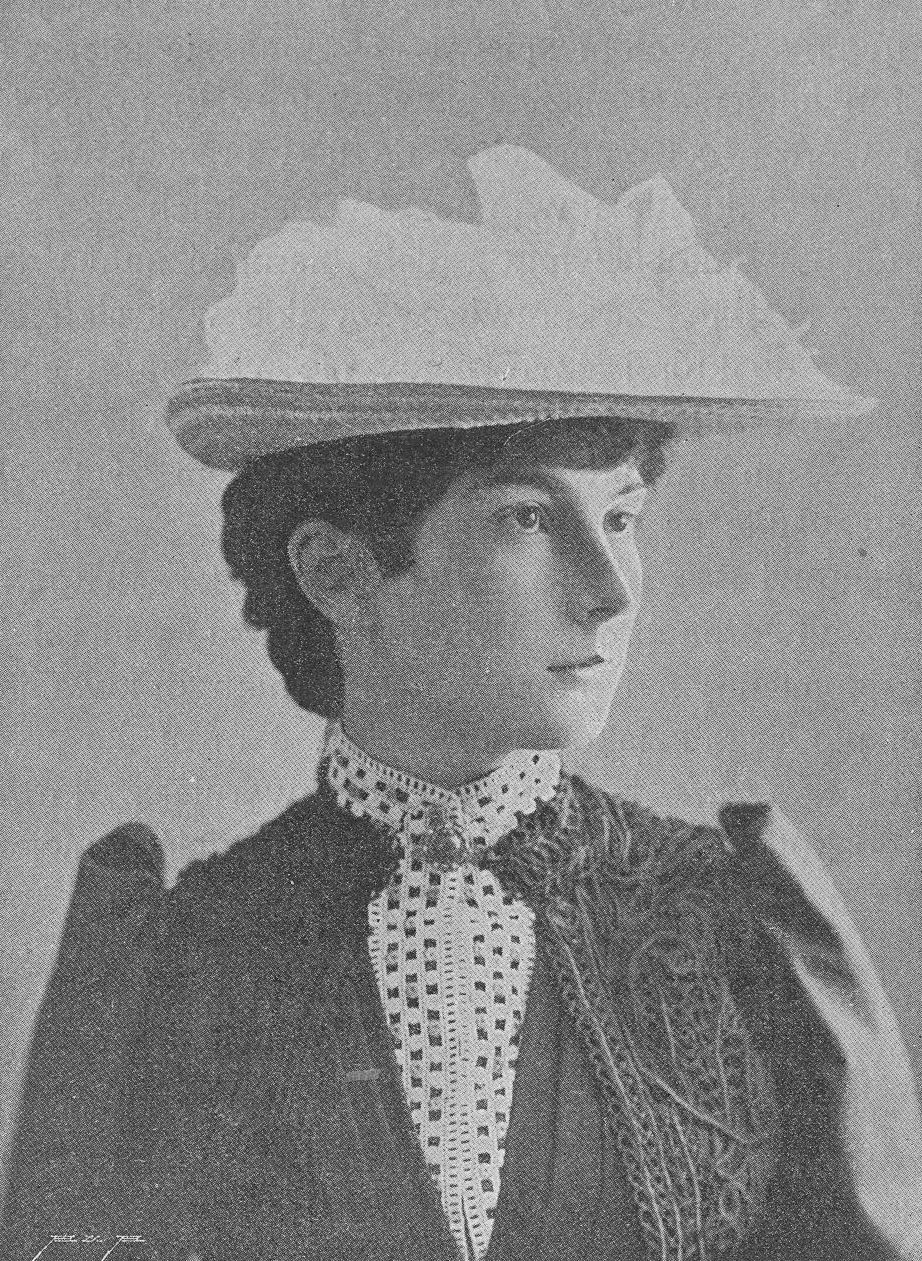
Kazimiera Zawistowska

Kazimiera Zawistowska (bút danh: Ira, sinh ngày 17 tháng 1 năm 1870 - mất ngày 28 tháng 2 năm 1902) là một nhà thơ và dịch giả người Ba Lan.

## Tiểu sử
Kazimiera Zawistowska sinh năm 1870 tại làng Rasztowce, Podolia. Sau khi học xong, bà chuyển đến sống ở Thụy Sĩ và Ý. Sau khi quay về Ba Lan, Kazimiera Zawistowska kết hôn với Stanisław Jastrzębiec-Zawistowski. Bà mất ngày 28 tháng 2 năm 1902 tại Kraków, có lẽ là do tự tử.
Kazimiera Zawistowska là tác giả của nhiều bài thơ lấy chủ đề phong cảnh và tình ái theo phong cách chủ nghĩa hiện đại. Các tác phẩm này được các nhà phê bình và sử gia văn học đánh giá cao. Thông qua những ngôn từ gần gũi và chân thực, Kazimiera Zawistowska truyền tải một thông điệp với người đọc rằng tình yêu trên hết là sự tìm kiếm và khao khát. Bà xuất bản các tác phẩm trên một số tạp chí văn học ở Kraków và Warsaw như "Życie", "Krytyka" và "Chimera".
Kazimiera Zawistowska còn là dịch giả của nhiều tác phẩm quốc tế được sáng tác bởi các cây bút huyền thoại của Bỉ và Pháp như Charles Baudelaire, Paul Verlaine, hay nhà thơ phong trào tượng trưng Albert Samain.

## Tác phẩm tiêu biểu
Tuyển tập thơ
- Poezje (1903)
- Poezje (1923)
- Utwory zebrane (1982)